# Albert Laprade
Pour les articles homonymes, voir Laprade.
Albert Laprade, né à Buzançais le 29 novembre 1883 (Indre) et mort à Paris le 9 mai 1978, est un architecte français.

## Biographie
Fils unique de Julien Laprade (1856-1940), orphelin et autodidacte, et d'Eugénie Cléret (1862-1940), couturière, d'une famille de drapiers établie à Buzançais depuis le XVIIIe siècle, Albert Henri Louis Marie Laprade suit sa scolarité au lycée de Châteauroux de 1894 à 1900, où il se lie d'amitié avec Jean Giraudoux. Il effectue son service militaire de 1900 à 1903 puis, mentoré par son grand-oncle (et non oncle), l'architecte Ernest (et non Eugène) Cléret, il intègre l'École nationale supérieure des beaux-arts de Paris. En 1907, il obtient son diplôme en architecture.
Il épouse Marie-Louise Gaillot (1889-1970, nièce de l'architecte René Sergent) en juin 1914. Il a avec sa femme trois filles : Jacqueline (1916-1919), Claude épouse Breydert (Maroc 1919-2013) et Arlette Barré-Laprade (1921-2020).
Mobilisé en 1914 à la déclaration de guerre, il est blessé devant Ypres en 1915. Albert Laprade est ensuite attaché à la résidence générale du protectorat français au Maroc jusqu'en 1919 ; il est employé comme adjoint d’Henri Prost, l’urbaniste du gouverneur du Maroc Hubert Lyautey. En 1916, l'architecte s'occupe de construire de la ville indigène de Casablanca (quartier des Habous) afin d'éliminer les bidonvilles. Il conçoit également le phare d'El Hank ainsi que la résidence générale du gouverneur à Rabat.
Revenu en France en 1920, Albert Laprade ouvre son agence d’architecte à Paris : c'est alors qu'il élabore ses premières architectures commerciales et industrielles, comme le garage Citroën de la rue Marbeuf (1929). Il prend part à l’Exposition internationale des Arts décoratifs de 1925, pour laquelle il dessine le pavillon Studium des Grands magasins du Louvre. Associé à Léon Jaussely, Albert Laprade conçoit le musée permanent de l'Exposition coloniale internationale de 1931 dans le style Art Déco. Il est aussi à l'origine du pavillon du Maroc dans l’Exposition coloniale.
En 1932, Albert Laprade est nommé architecte en chef des bâtiments civils et palais nationaux, puis inspecteur général des Beaux-arts en charge des écoles d’art en province. Entre 1942 et 1965, il est occupé à rénover un quartier insalubre dans le Marais à Paris. Il s'engage en faveur de  la sauvegarde des quartiers historiques et s'oppose à certaines destructions qu’il considère comme abusives. Il est élu à l'Académie des Beaux-Arts en 1958, et en devient le président en 1965.

## Carrière

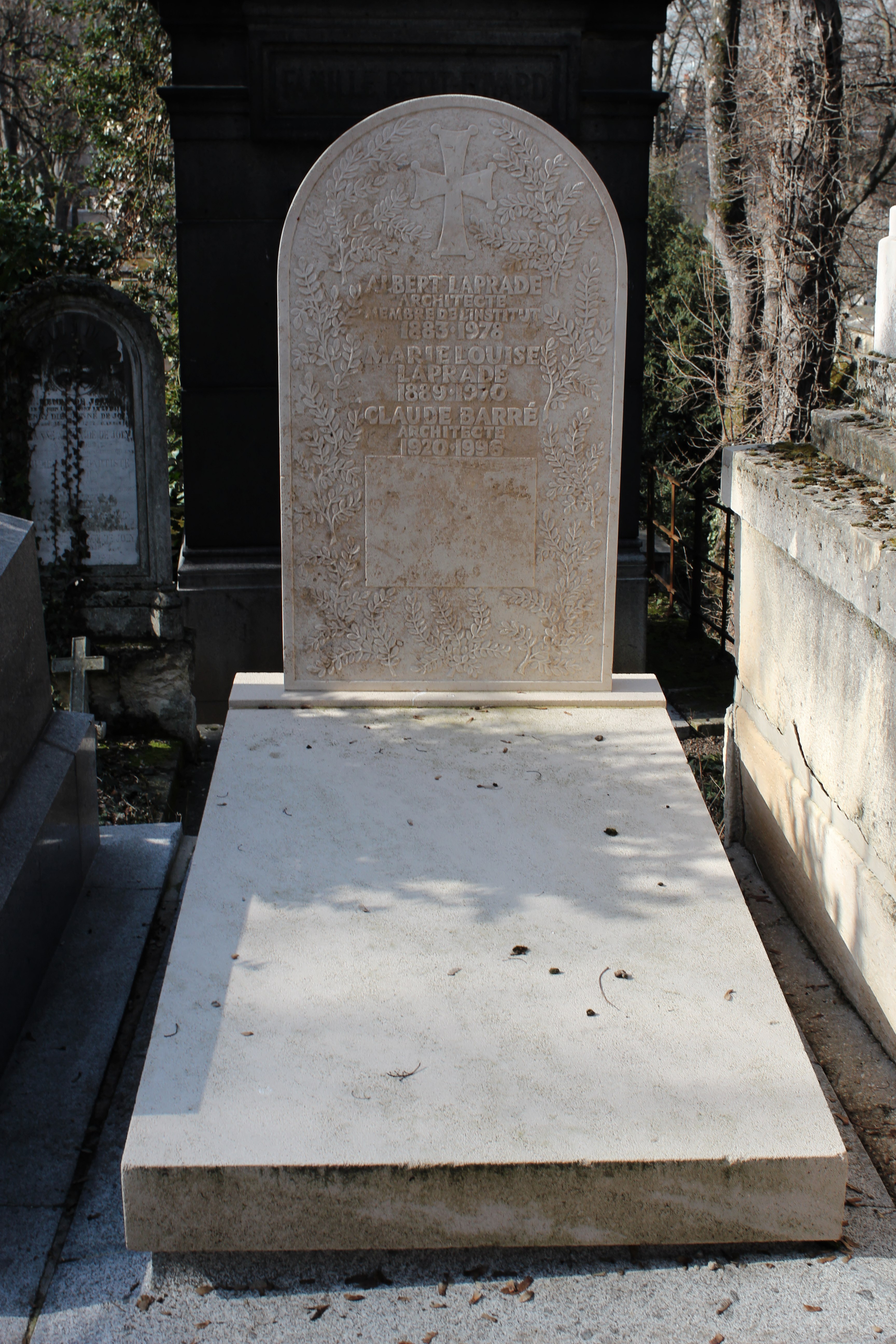
Tombe d'Albert Laprade au cimetière du Père-Lachaise (division 10).

- 1901 : se présente pour la première fois à l'école des Beaux-Arts de Paris[3].
- 1903 : admis à l'école des Beaux-Arts de Paris[5].
- 1907 : diplômé par le gouvernement après des études à l'École nationale supérieure des beaux-arts dans l'atelier de Gaston Redon, d'Albert Tournaire et d'Alfred-Henri Recoura.
- 1910-1914 : travaille chez René Sergent et Henri Prost.
- 1915 - 1919 : Attaché à la résidence générale de France au Maroc, où il est l'adjoint de Henri Prost, l'urbaniste de Lyautey. Il participe à la construction de la ville indigène de Casablanca et est l'architecte de la Résidence générale de Rabat ainsi que du phare d'El Hank.
- 1920 : Il crée sa propre agence au 5 rue des Eaux, Paris 16e[5]. Léon Bazin travaille dans son agence de 1925 à 1940.
- 1932 - 1960 : Architecte en chef des bâtiments civils et palais nationaux.
- 1932 - 1951 : Inspecteur puis inspecteur général des Beaux-arts.
- 1936 - Son agence déménage au 27 rue Lhomond, Paris 5e, où il restera jusqu'à sa mort en 1978[5].
- 1942 - 1965 : Chargé de la résorption de la partie ouest de l'îlot insalubre n° 16 (quartier Saint-Gervais), dans le 4e arrondissement de Paris, Le Marais (quartier parisien) avec Robert Danis et Michel Roux-Spitz chargés d'autres secteur de cet îlot insalubre[8]. Il y inaugura la pratique de curetage en cœur d'îlot, qui fut généralisée lors de la création des Secteurs sauvegardés, dont Laprade fut l'un des architectes pionniers (Sarlat).
- 1944 - 1958 : Architecte en chef du ministère de la Reconstruction et de l'urbanisme (Nord) et architecte de la reconstruction du Mans.
- 1945 - 1965 : Membre de la commission des sites de Paris.
- 1950 - 1962 : Architecte conseil des établissements Schneider et Cie au Creusot.
- 1955 - 1970 : chargé de la surveillance des abords de la Seine avec Claude Charpentier.
- 1958 : Élu à l'Académie des Beaux-arts, dont il sera le président.
- Il fut également membre fondateur du Groupement des architectes modernes présidé par Frantz Jourdain, de l'Union des artistes modernes, puis de l'Union internationale des architectes, et membre du comité de rédaction de la revue L'Architecture d'aujourd'hui.

L'Académie française lui a décerné le prix Hercule-Catenacci en 1961.
Il est inhumé au cimetière du Père-Lachaise (10e division), à Paris.

## Réalisations
Il a pour collaborateur au sein de son cabinet Léon Bazin, qui le seconde sur tous ses projets au cours des années 1930.
La majeure partie de ses archives est conservée aux Archives nationales sous la cote 403 AP
À Paris
- le Garage Citroën, rue Marbeuf (1929) ;
- le palais de la Porte-Dorée, construit à l'occasion de l'Exposition coloniale de 1931 (actuel musée de l'Histoire de l'immigration)[11] ;
- trois résidences de la Cité internationale universitaire de Paris : la Fondation Rosa Abreu de Grancher (1930-1932), la Résidence Lucien Paye (1949-1951) et la Maison du Maroc (1949-1953), ces deux dernières en collaboration avec Jean Vernon et Bruno Philippe ;
- l'ancien restaurant universitaire du parc ouest de la Cité internationale universitaire de Paris (aujourd'hui appelé Pavillon Laprade), également en collaboration avec Jean Vernon et Bruno Philippe[12] ;
- la Colonne de la paix, place du Trocadéro, devant le palais de Chaillot, pour l'Exposition universelle de 1937[13] ;
- la Préfecture de Paris, boulevard Morland (1955-1956) ;
- l'immeuble de la Compagnie parisienne d'électricité, 76 rue de Rennes ;
- il a participé à la réhabilitation du quartier du Marais.
- il a dessiné le monument aux morts du 13e arrondissement[14] (1, boulevard Auguste Blanqui, 75013 Paris) avec le sculpteur René Rochard (1906-1984), inauguré en 1964[15].

Reste de la France
- l'usine de superphosphates de Voves[16] (1929) ;
- la chambre de commerce et d'industrie de Châteauroux (1932) ;
- la Villa Magdana (ker magdelen) du Docteur Maurice Heitz-Boyer, appelée « le Minaret » à Bénodet (Finistère) ;
- la Cité administrative de Lille (1956) ;
- le barrage de Génissiat (1939-1941) ;
- la centrale de La Bâthie (1960).

À l'étranger
Il est également l'auteur de l'ambassade de France en Turquie à Ankara, construite de 1933 à 1939.
Projet non retenu
- Réaménagement des anciennes Halles de Paris (début des années 1970)[17].

## Publications
- avec Jean Gallotti, Le Jardin et la maison arabe au Maroc, préface du maréchal Lyautey, 1925
- Contributions aux revues d'urbanisme Plans  (1930-1932), puis Prélude (1932-1936)[18].
- Architectures de France à travers les croquis d'Albert Laprade, Berger-Levrault,  (ISBN 2-7013-0409-1).
- Architectures de la Méditerranée à travers les croquis d'Albert Laprade, Berger-Levrault,  (ISBN 2-7013-0548-9).
- Les Rues de Paris à travers les croquis d'Albert Laprade, Berger-Levrault,  (ISBN 2-7013-0410-5).
- François d'Orbay, architecte de Louis XIV, Vincent, Fréal & Cie, 1960
- Souvenirs sur Jean Giraudoux et le maréchal Lyautey, bulletin de la Société d'émulation du Bourbonnais, tome 54, 1966, 1er trimestre